# Ebbenhouten Schoen 2019
De verkiezing van de Ebbenhouten Schoen 2019 werd op 6 mei 2019 gehouden. De Belgische voetbaltrofee ging naar Mbwana Samatta van KRC Genk. De Tanzaniaan, die tijdens het gala zelf niet aanwezig kon zijn en zijn trofee liet ophalen door ploegmaat Dieumerci Ndongala, was de eerste Genkse winnaar sinds Moumouni Dagano in 2002. De prijs werd overhandigd door oud-winnaars Émile Mpenza en Mémé Tchité.
Op welke plaats de vier andere genomineerden (Yohan Boli, Mehdi Carcela, Arnaut Danjuma en Landry Dimata) eindigden, werd niet bekendgemaakt.

## Uitslag
| Nr.        | Land                                      | Naam           | Club(s)           |
| Finalisten | Finalisten                                | Finalisten     | Finalisten        |
| ---------- | ----------------------------------------- | -------------- | ----------------- |
| 1.         | Vlag van Tanzania                         | Mbwana Samatta | KRC Genk          |
| 2.         | Vlag van Ivoorkust · Vlag van Frankrijk   | Yohan Boli     | Sint-Truidense VV |
| 2.         | Vlag van Marokko · Vlag van België        | Mehdi Carcela  | Standard Luik     |
| 2.         | Vlag van Nigeria · Vlag van Nederland     | Arnaut Danjuma | Club Brugge       |
| 2.         | Vlag van Congo-Kinshasa · Vlag van België | Landry Dimata  | RSC Anderlecht    |

1992 · 1993 · 1994 · 1995 · 1996 · 1997 · 1998 · 1999 · 2000 · 2001 · 2002 · 2003 · 2004 · 2005 · 2006 · 2007 · 2008 · 2009 · 2010 · 2011 · 2012 · 2013 · 2014 · 2015 · 2016 · 2017 · 2018 · 2019 · 2020 · 2021 · 2022 · 2023 · 2024